# Alien Resurrection
Alien Resurrection (Portugal: Alien: O Regresso ou Alien - O Regresso; PALOP: Alien - O Regresso; Brasil: Alien: A Ressurreição ou Alien - A Ressurreição) é um filme estadunidense de 1997, do gênero ficção científica, dirigido por Jean-Pierre Jeunet. É o quarto filme da série Alien, trazendo de volta Sigourney Weaver como Ellen Ripley.

## Sinopse
Em 2379, duzentos anos após os eventos de Alien 3, cientistas militares na nave espacial USM Auriga criaram um clone de Ellen Ripley, designado Ripley 8, usando DNA de amostras de sangue coletadas antes de sua morte. O DNA da rainha xenomorfo foi misturado com Ripley, e o clone cresce com um embrião dentro dele. Os cientistas extraem o embrião, e coletam seus ovos, mantendo Ripley 8 viva para um estudo mais aprofundado. Como resultado do DNA dos xenomorfos dentro dela, ela tem força e reflexos aumentados, sangue ácido e apresenta uma ligação psíquica com os xenomorfos. Além disso, a memória genética do xenomorfo permite que o clone tenha algumas das memórias de Ripley. 
Um grupo de mercenários, Frank Elgyn, Johner, Christie, John Vriess, Sabra Hillard e Annalee Call, chegam à Auriga em sua nave Betty.  Eles entregam vários humanos sequestrados em estase. Os cientistas militares usam os humanos como hospedeiros para os alienígenas, criando vários Aliens adultos para estudo. 
A tripulação de Betty logo encontra Ripley 8. Annalee Call reconhece seu nome e tenta matá-la, suspeitando que ela possa ser usada para criar xenomorfos, mas não sabe que as criaturas já foram clonadas. Os xenomorfos, tendo amadurecido, escapam do confinamento matando um dos seus para usar seu sangue ácido para escapar, conscientes da acidez de seu sangue pela memória genética. Eles então capturam o Dr. Jonathan Gediman e matam um segundo cientista. Eles danificam a Auriga e matam algumas daquelas pessoas que não evacuam, incluindo o General Perez e Elgyn. Outro membro da tripulação é usado com hospedeiro. O cientista militar Dr. Wren revela que o comando padrão do nave em uma emergência é retornar à Terra. Percebendo isso irá desencadear os xenomorfos na Terra, Ripley 8, os mercenários, Wren, um fuzileiro naval chamado DiStephano e um hospedeiro do xenomorfo sobrevivente, Purvis, decidir ir para a Betty e usá-lo para destruir a Auriga. Ao longo do caminho, Ripley 8 descobre um laboratório que contém os resultados grotescos das sete tentativas anteriores de clonar Ellen Ripley. O sobrevivente implora a Ripley 8 para a eutanásia; ela cumpre e depois incinera o laboratório e seu conteúdo. 
Enquanto o grupo atravessa a nave danificado, eles nadam através de uma cozinha inundada. E são perseguidos por dois xenomorfos. Um é morto, enquanto o outro arrebata Hillard. Quando eles escapam da cozinha, o xenomorfo retorna e cega Christie, que se sacrifica para matar o xenomorfo para que os outros possam escapar. Depois que Wren trai o grupo, Call é revelado como sendo um auton, uma versão melhorada de um humano criado por sintéticos. Usando sua habilidade de interagir com os sistemas da Auriga, Call o coloca em rota de colisão com a Terra, na esperança de destruir os xenomorfos no acidente. Ela corta a rota de fuga de Wren e direciona os xenomorfos para ele. Ripley 8 é capturada por um xenomorfo, enquanto os outros seguem para a Betty. Wren, que já está a bordo, atira em Purvis, e exige que ela aborte a colisão. Purvis ataca e força a cabeça de Wren contra seu peito assim que o embrião xenomorfo que ele carrega atravessa suas costelas, fazendo com que ele passe pela cabeça de Wren também, matando os dois. Os sobreviventes atiram e matam o xenomorfo juvenil. 
Ripley é levada para o ninho alienígena, onde ela encontra Gediman, ainda vivo e parcialmente encapsulado. A rainha xenomorfa, tendo desenvolvido um útero como resultado de sua contaminação genética com Ripley 8, dá origem a um xenomorfo com traços claramente humanos. O xenomorfo híbrido reconhece Ripley 8 como sua mãe, matando a rainha e Gediman. Ripley 8 aproveita a distração para escapar e segue para a Betty. 
O "recém-nascido" chega à Betty e ataca Call, matando DiStephano quando ele tenta ajudá-la. Ripley 8 encontra seu caminho para a nave e  salva Call distraindo o híbrido. Usando seu sangue ácido, Ripley 8 derrete um buraco em uma janela e empurra o híbrido em direção a ele.  A descompressão violentamente suga a criatura para o espaço, matando-a como Ripley 8 observa com lágrimas nos olhos. 
A contagem regressiva na Auriga continua enquanto os sobreviventes escapam na Betty. A Auriga colide com a Terra, causando uma grande explosão. Quando olham para a Terra, Call pergunta o que Ripley 8 quer fazer a seguir. "Eu sou uma estranha aqui", ela responde. 

## Elenco
- Sigourney Weaver como Ripley 8: A oitava e primeira clone totalmente bem sucedida de Ellen Ripley criada pelo United Systems Military a bordo da USM Auriga. Embora ela fosse essencialmente não mais do que um subproduto do projeto ultra-secreto da USM para ressuscitar as espécies Xenomorfo XX121, o cientista encarregado do programa, o Dr. Wren, finalmente decidiu mantê-la viva para estudo.
- Winona Ryder como Annalee Call: Uma ginoide mercenária e engenheira a bordo da nave contrabandista Betty. Call e a tripulação da Betty foram responsáveis por entregar vários civis sequestrados aos cientistas da United Systems Military a bordo da USM Auriga.
- Ron Perlman como Ron Johner: Um mercenário a bordo da nave contrabandista Betty.
- Dominique Pinon como Dom Vriess: Um mercenário e engenheiro a bordo da nave contrabandista Betty.
- Gary Dourdan como Gary Christie: Um mercenário a bordo da nave contrabandista Betty.
- Michael Wincott como Frank Elgyn: Um mercenário e o capitão da nave contrabandista Betty .
- Kim Flowers como Sabra Hilliard: Sabra Hillard foi uma mercenária e piloto da nave contrabandista Betty.
- Dan Hedaya como General Martin Allahandro Carlos Perez: O comandante a bordo da nave USM Auriga. Ele também supervisionou a equipe científica liderada pelo Dr. Mason Wren que procurou ressuscitar a espécie Xenomorfo XX121, clonando a falecida Ellen Ripley, embora na realidade ele tivesse pouco envolvimento com o projeto além de um papel gerencial básico.
- J.E. Freeman como Dr. Manson Wren: O chefe de uma equipe científica de sete pessoas a bordo da nave USM Auriga, da United Systems Military, que clonou Ellen Ripley com sucesso para recriar o Xenomorfo.
- Brad Dourif como Dr. Jonathan Gediman: Um dos cientistas da USM Auriga, da United Systems Military, com uma obsessão pelo Xenomorfo.
- Raymond Cruz como Soldado  de Primeira Classe Vincent DiStephano: Um soldado a bordo da nave USM Auriga, da United Systems Military.
- Leland Orser como Larry Purvis: Um civil raptado enquanto estava em hipersono pela tripulação da Betty, a pedido do General Martin Perez da United Systems Military, para ser um dos hospedeiros de Xenomorfos na Auriga.